# Robert Strauss
Robert Strauss (New York, 8 novembre 1913 – New York, 20 febbraio 1975) è stato un attore statunitense.
Nel 1954 ottenne una candidatura all'Oscar al miglior attore non protagonista per il film Stalag 17 (1953) di Billy Wilder.

## Biografia
Nato nel Bronx, Robert Strauss esercitò svariati mestieri, dall'aiuto cameriere, al barman, al piazzista, prima di intraprendere la carriera artistica. Lavorò inizialmente per alcuni gruppi teatrali newyorkesi, quindi debuttò a Broadway e apparve all'inizio degli anni trenta in opere shakespeariane quali La dodicesima notte e Macbeth. Fisico corpulento, volto dai tratti marcati e voce profondamente roca, durante il decennio Strauss si fece un certo nome come interprete teatrale di supporto, specializzato via via in ruoli comici. Diventò una presenza familiare anche alla radio, interpretando il ruolo di "Pa Wiggs" nella soap opera Mr. Wiggs of the Cabbage Patch, in onda dal 1936 al 1938. Tra i suoi maggiori successi a Broadway durante gli anni quaranta, sono da ricordare il musical Nellie Bly, il dramma poliziesco Detective Story, in cui interpretò il ruolo del detective Dakis, e la commedia Ventesimo secolo, nel ruolo di Owen O'Malley.
Sposatosi nel 1951 con Virginia Deeb, all'inizio degli anni cinquanta Strauss debuttò sul grande schermo e interpretò una serie di ruoli comici di caratterista in commedie quali Attente ai marinai! (1952), Il caporale Sam (1952) e I figli del secolo (1953), tutti e tre al fianco di Dean Martin e Jerry Lewis. Nel frattempo aveva lavorato nuovamente a Broadway nel dramma bellico Stalag 17, in quello che sarebbe rimasto il suo ruolo teatrale più celebre, quello di Stanislas Kasava, uno dei soldati americani internati in un campo di prigionia tedesco dove viene scoperta e smascherata una spia al soldo dei nazisti. Dopo aver interpretato il personaggio sul palcoscenico dal maggio 1951 al giugno 1952, Strauss venne scritturato dalla Paramount Pictures per comparire nella versione cinematografica della pièce, Stalag 17 (1953), per la regia di Billy Wilder.
Il talento comico di Strauss contribuì alla riuscita di Stalag 17 sul grande schermo. L'attore riprese il ruolo di Stanislas Kasava, detto "Animal" ("Caprone" nella versione italiana), formando un duo comico con Harvey Lembeck (nel ruolo di Harry Shapiro). I due vengono definiti nella trama come "i buffoni del luogo" e costituiscono l'elemento comico inserito nella vicenda in cui John G. Sefton (William Holden), inizialmente sospettato di essere l'informatore del campo, riesce invece a smascherare il vero delatore. Con il suo fisico tarchiato, gli abiti sdruciti e la barba incolta, "Animal" è protagonista di amabili battibecchi con il sergente Schulz, il sorvegliante del campo interpretato da Sig Ruman, poi intraprende con Shapiro un goffo e inconcludente tentativo per introdursi nella baracca ove sono ospitate le prigioniere russe del campo. Infine rivela anche un lato sentimentale della sua personalità, quando si ubriaca in preda alla passione non corrisposta per l'attrice Betty Grable, la star hollywoodiana della quale ha tappezzato la sua cuccetta di immagini in posa da pin-up.
Il ruolo di "Animal" rimase sempre il prediletto da Strauss. La sua interpretazione ottenne un grande successo di critica e di pubblico, consentendo all'attore di guadagnarsi una candidatura all'Oscar al miglior attore non protagonista nel 1954 e di proseguire la carriera cinematografica con altri ruoli di carattere, tra i quali sono da ricordare quello di "Beer Barrel" in I ponti di Toko-Ri (1954), di Mr. Kruhulik (sig. Gaetano, nella versione italiana del film) nella celebre commedia Quando la moglie è in vacanza (1955) con Marilyn Monroe e Tom Ewell, di Schwiefka nel dramma L'uomo dal braccio d'oro, e del PFC Bernstein in Prima linea (1956) con Jack Palance. La sua maschera marcata, all'occorrenza ambigua e minacciosa, gli permise di affrontare ruoli di "duro" in polizieschi come La vita di un gangster (1958) di Roger Corman, nella parte di Black Frankie Udino, e nel biografico Testa o croce (1961), ispirato alla vita dell'attore George Raft, in cui Strauss interpretò il ruolo di Frenchie.
Già apparso in show televisivi di intrattenimento durante gli anni cinquanta, Strauss acquisì sempre maggiore popolarità sul piccolo schermo durante gli anni sessanta, partecipando a celebri serie come Bonanza (1962), Dottor Kildare (1963), Gli uomini della prateria (1963), Carovane verso il West (1959-1963), Mona McCluskey, in cui interpretò il ruolo del sergente Stan Gruzewsky in ventisei episodi dal 1965 al 1966, Vita da strega (1966), nel ruolo dell'investigatore privato Charlie Leach. Gli sporadici ruoli cinematografici lo videro privilegiare le commedie come Cento ragazze e un marinaio (1962) e Frankie e Johnny (1966), entrambi al fianco di Elvis Presley, Quel certo non so che (1963) con Doris Day, e I 7 magnifici Jerry (1966) con Jerry Lewis.
La sua ultima apparizione sul grande schermo fu nel film The Noah, uscito nel 1975 ma realizzato nel 1968, prima che l'attore riportasse una parziale paralisi a seguito di un ictus. Nel film, Strauss interpretò il ruolo di Noah, unico sopravvissuto sulla Terra dopo un olocausto nucleare, il quale tenta di vincere la solitudine creandosi un universo immaginario composto di personaggi in realtà inesistenti. Pellicola dalle caratteristiche fortemente sperimentali, The Noah rappresentò il congedo dalle scene di Strauss. Colpito da un secondo fatale ictus, l'attore morì il 20 febbraio 1975, all'età di sessantun anni. Lasciò la seconda moglie Audrey Bratty, che aveva sposato nel 1961, un anno dopo il divorzio da Virginia Deeb.

## Filmografia

### Cinema
- Native Land, regia di Leo Hurwitz e Paul Strand (1942)
- Hold That Baby!, regia di Reginald Le Borg (1949) (non accreditato)
- Mentre la città dorme (The Sleeping City), regia di George Sherman (1950) (non accreditato)
- Attente ai marinai! (Sailor Beware), regia di Hal Walker (1952)
- Il caporale Sam (Jumping Jacks), regia di Norman Taurog (1952)
- La ribelle del West (The Readhead from Wyoming), regia di Lee Sholem (1953)
- Stalag 17, regia di Billy Wilder (1953)
- Arrivan le ragazze (Here Come the Girls), regia di Claude Binyon (1953)
- Atto d'amore (Un act d'amour), regia di Anatole Litvak (1953)
- I figli del secolo (Money from Home), regia di George Marshall (1953)
- Atomicofollia (The Atomic Kid), regia di Leslie H. Martinson (1954)
- I ponti di Toko-Ri (The Bridges at Toko-Ri), regia di Mark Robson (1954)
- Quando la moglie è in vacanza (The Seven Year Itch), regia di Billy Wilder (1955)
- L'uomo dal braccio d'oro (The Man with the Golden Arm), regia di Otto Preminger (1955)
- Prima linea (Attack!), regia di Robert Aldrich (1956)
- La vita di un gangster (I Mobster), regia di Roger Corman (1958)
- Lo sceriffo è solo (Frontier Gun), regia di Paul Landres (1958)
- 12 uomini da uccidere (Inside the Mafia), regia di Edward L. Cahn (1959)
- Delitto in quarta dimensione (4D Man), regia di Irvin Yeaworth (1959)
- Il villaggio più pazzo del mondo (Li'l Abner), regia di Melvin Frank (1959)
- Svegliami quando è finito (Wake Me When It's Over), regia di Mervyn LeRoy (1960)
- La ragazza dal bikini rosa (September Storm), regia di Byron Haskin (1960)
- Dondi, regia di Albert Zugsmith (1961)
- Faccia di bronzo (The Last Time I Saw Archie), regia di Jack Webb (1961)
- Twenty Plus Two, regia di Joseph M. Newman (1961)
- Testa o croce (The George Raft Story), regia di Joseph M. Newman (1961)
- Cento ragazze e un marinaio (Girls! Girls! Girls!), regia di Norman Taurog (1962)
- Quel certo non so che (The Thrill of It All), regia di Norman Jewison (1963)
- Letti separati (The Wheeler Dealers), regia di Arthur Hiller (1963)
- Duello a Thunder Rock (Stage to Thunder Rock), regia di William F. Claxton (1964)
- Harlow, regia di Alex Segal (1965)
- I 7 magnifici Jerry (The Family Jewels), regia di Jerry Lewis (1965)
- Quello strano sentimento (That Funny Feeling), regia di Richard Thorpe (1965)
- Frankie e Johnny (Frankie and Johnny), regia di Frederick de Cordova (1966)
- I disertori di Fort Utah (Fort Utah), regia di Lesley Selander (1967)
- Dagmars Heta Trosor, regia di Vernon P. Becker (1971)
- The Noah, regia di Daniel Bourla (1975)

### Televisione
- The Eddie Cantor Comedy Theater – serie TV, episodio 1x14 (1955)
- The Whistler – serie TV, episodio 1x21 (1955)
- Damon Runyon Theater – serie TV, episodio 2x04 (1955)
- State Trooper – serie TV, 1 episodio (1956)
- The Alcoa Hour – serie TV, episodio 2x25 (1957)
- Ricercato vivo o morto (Wanted: Dead or Alive) – serie TV, episodio 1x18 (1959)
- Westinghouse Desilu Playhouse – serie TV, episodio 2x01 (1959)
- The Lawless Years – serie TV, 1 episodio (1959)
- Startime – serie TV, 1 episodio (1960)
- The Aquanauts – serie TV, episodio 1x12 (1960)
- General Electric Theater – serie TV, episodi 8x33-9x23 (1960-1961)
- Ispettore Dante (Dante) – serie TV, episodio 1x13 (1961)
- Carovana (Stagecoach West) – serie TV, episodio 1x15 (1961)
- The Dick Powell Show – serie TV, episodio 1x29 (1962)
- Bonanza – serie TV, episodio 4x11 (1962)
- Going My Way – serie TV, episodio 1x05 (1962)
- Il dottor Kildare (Dr. Kildare) – serie TV, 1 episodio (1963)
- Gli uomini della prateria (Rawhide) – serie TV, episodio 5x25 (1963)
- Carovane verso il West (Wagon Train) – serie TV, 2 episodi (1959-1963)
- Polvere di stelle (Bob Hope Presents the Chrysler Theatre) – serie TV, 2 episodi (1963-1964)
- I mostri (The Munsters) – serie TV, 1 episodio (1964)
- Perry Mason – serie TV, 2 episodi (1959-1965)
- L'ora di Hitchcock (The Alfred Hitchcock Hour) – serie TV, 1 episodio (1965)
- Organizzazione U.N.C.L.E. (The Man from U.N.C.L.E.) – serie TV, 1 episodio (1966)
- Honey West – serie TV, episodio 1x26 (1966)
- Mamma a quattro ruote (My Mother the Car) – serie TV, 1 episodio (1966)
- Mona McCluskey – serie TV, 26 episodi (1965-1966)
- La fattoria dei giorni felici (Green Acres) – serie TV, 1 episodio (1966)
- Vita da strega (Bewetched) – serie TV, 3 episodi (1966)
- I giorni di Bryan (Run for Your Life) – serie TV, 1 episodio (1966)
- Corri e scappa Buddy (Run Buddy Run) – serie TV, episodio 1x06 (1966)
- Il Calabrone Verde (The Green Hornet) – serie TV, 1 episodio (1966)
- Get Smart – serie TV, 1 episodio (1966)
- Rango – serie TV, episodio 1x03 (1967)
- The Beverly Hillbillies – serie TV, 1 episodio (1967)
- Il virginiano (The Virginian) – serie TV, episodio 6x02 (1967)
- The Jackie Gleason Show – serie TV, 2 episodi (1966-1967)

## Doppiatori italiani
Nelle versioni in italiano dei suoi film, Robert Strauss è stato doppiato da:
- Luigi Pavese in Attente ai marinai, Il caporale Sam, Stalag 17, Atomicofollia, Quando la moglie è in vacanza, L'uomo dal braccio d'oro, Svegliami quando è finito
- Nino Bonanni in Il villaggio più pazzo del mondo, Cento ragazze e un marinaio, Letti separati
- Giorgio Capecchi in Prima linea
- Carlo Romano in I ponti di Toko-Ri

## Riconoscimenti
Premi Oscar 1954 – Candidatura all'Oscar al miglior attore non protagonista per Stalag 17